# Gratien Adema
Pour les articles homonymes, voir Adema.
Gratien Adema (Zaldubi ou Zalduby), né le 14 avril 1828 à Saint-Pée-sur-Nivelle et mort le 10 décembre 1907 à Bayonne, est un écrivain de langue basque,. 

## Biographie

### La défense de la culture basque
Après ses études, il rejoint le séminaire de Bayonne où il est ordonné prêtre en 1853. En 1890, il est nommé chanoine de la cathédrale de Bayonne, jusqu'à sa mort en 1907.
Le pays, la langue et la culture basques sont pour lui une préoccupation importante. Il préside en 1922 à Hondarribia en 1902, une réunion sur l'unité de la langue basque.
Il participe aux Jeux floraux d'Urrugne. Il écrit ou traduit des textes religieux, des fables, des textes profanes et patriotes.